# Electrocycling
Die Electrocycling GmbH ist ein Recyclingunternehmen mit Sitz im Bad Harzburger Stadtteil Harlingerode im Landkreis Goslar, Niedersachsen. Es befindet sich auf dem Gelände der einstigen Zinkhütte Harlingerode und ist auf die Verwertung von Elektronikschrott zu Sekundärrohstoffen spezialisiert. Mit rund 190 Mitarbeitern und einer Verarbeitungsrate von knapp 55.000 Tonnen Elektronikschrott pro Jahr zählt das Unternehmen zu den drei größten Betrieben der Branche in Deutschland.

## Aufgabe
Das Unternehmen ist auf die Wiederverwertung von Elektroaltgeräten und die Beratung von Kunden über das ordnungsgemäße Einsammeln von diesen spezialisiert. Bedient werden sowohl gewerbliche als auch kommunale und private Kunden. So bietet die Gesellschaft Herstellern und Kommunen einen Dienst an, der unter anderem die EAR-Registrierung, sammelstellengebundene Abholung und fachgerechte Entsorgung von Elektronikschrott umfasst; in Anspruch genommen wird dieser Dienst (Stand: 2016) von mehreren hundert Abnehmern. Dieser Dienst dient dazu, einen geschlossenen Recyclingkreislauf aufrechtzuerhalten und individuelle Realisierungskonzepte anzuwenden.
Innerhalb des Werks erfolgt anschließend die Sortierung angelieferten Materials nach Beschaffenheit und Wertstoffgehalt. In diesem Schritt wird eine Analyse des Elektronikschrotts bezüglich Schadstoffe (Beispiel: Quecksilber) durchgeführt, die nicht durch weitere automatisierte Maßnahmen aussortiert werden können. Nach diesem größtenteils manuellen Schritt wird der Rest in 35 Wertstofffraktionen aufgeteilt, die sich in Art und Stückgröße unterscheiden. Dies geschieht über eine sensorgestütze automatisierte Auslese nach Farbe und Metall. Darunter zählen unter anderem Stahlschrott, Aluminium, Glas, Kunststoffe und Kupfer. Letztere Fraktion enthält weitere Edelmetalle (u. a. Gold, Silber und Palladium). Ein Recycling Seltener Erden ist nicht möglich, jedoch beteiligt sich das Unternehmen an mehreren darauf bezogenen Forschungsprojekten. Zudem werden grundsätzlich noch funktionstüchtige Geräte nach Prüfung zur Ersatzteilsicherung eingesetzt oder zur Reparatur oder Produktion von Elektronikgeräten an den Handel weitergeleitet.

## Geschichte

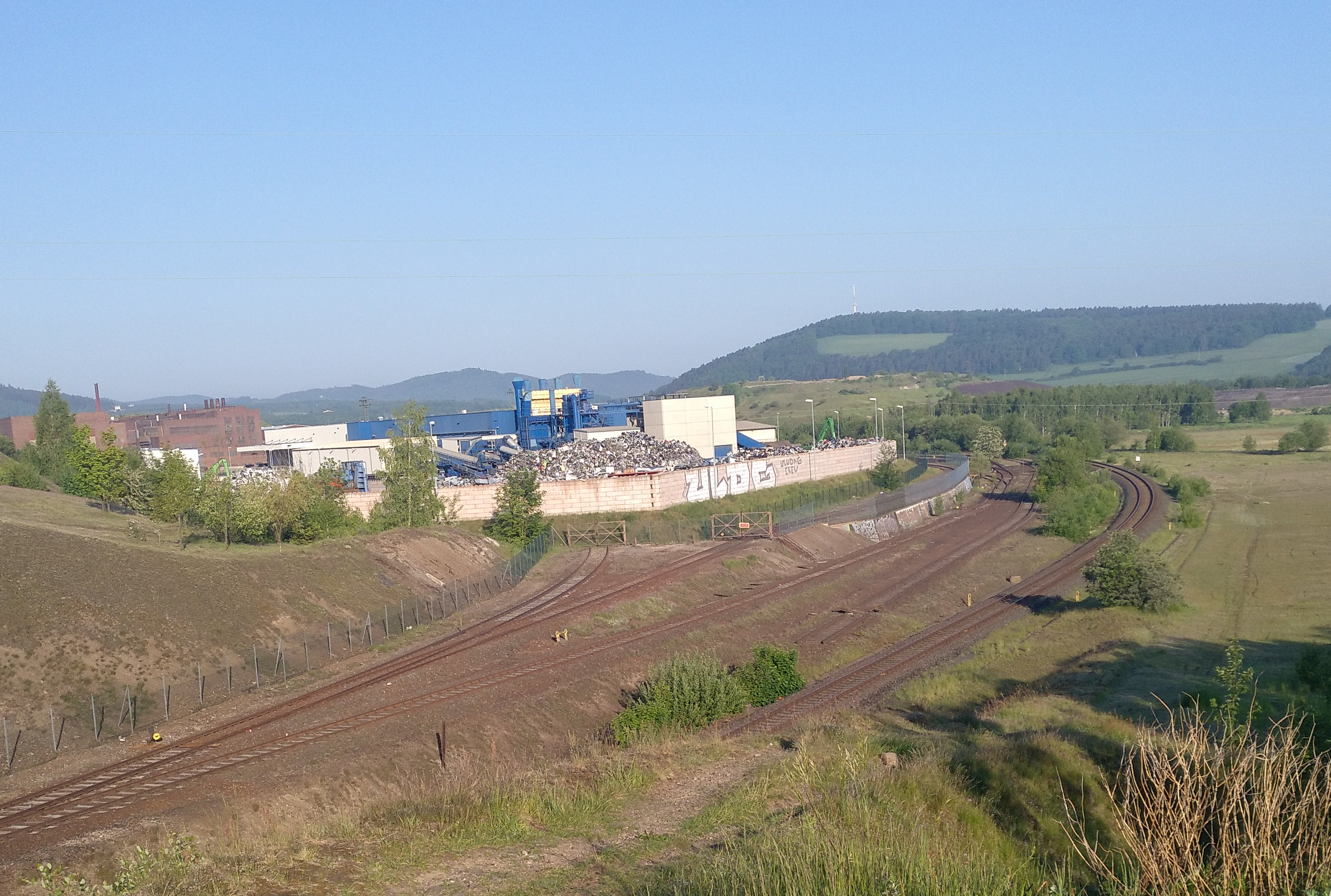
Anlage südlich der Bahnstrecke Bad Harzburg–Oker

1994 beschloss die Preussag, ein internes F+E-Projekt bezüglich der Aufbereitung von Elektronikschrott zu initiieren. Insbesondere die Erkenntnis des deutlich höheren Metallgehalts in Elektronikschrott als rentable Erzvorkommen bewogen das Unternehmen zu diesem Schritt.
Nachdem Ende 1994 die Entscheidung der Errichtung der heutigen Verwertungsanlage auf dem Gelände der einstigen Zinkhütte Harlingerode gefallen war, wurden 1995 zu diesem Zwecke die Electrocycling Anlagen GmbH als Eigentümer der Anlagen und die Electrocycling GmbH als Betreiber gegründet. Beteiligt daran waren die Deutsche Bundespost, Deutsche Telekom, Siemens AG, Alcatel SEL AG und Noell GmbH. Die Inbetriebnahme erfolgte am 9. August 1995 durch die damalige Landesumweltministerin Monika Griefahn.
Die monatlichen Verarbeitungsmengen wurden von anfangs rund 1.000 Tonnen pro Monat über 2.000 Tonnen Anfang des Jahres 2000 auf eine Menge von etwa 4.000 Tonnen im Jahre 2011 gesteigert. Zugleich wurde die Anzahl der beschäftigten Mitarbeiter von anfangs 100 auf 188 (Stand: 2015) erhöht.
Zuletzt wurde die Anlagenkapazität 2010 von 30.000 auf 80.000 Tonnen erhöht. Dazu wurde das Betriebsgebäude erweitert und verschiedene Neubauten ausgeführt, darunter zählen ein Erzeugnislager, eine Werk- und Lagerhalle, ein Mittelspannungsverteiler inklusive Mittelspannungsleitung und zwei Transformatoren mitsamt Gebäude. Im Rahmen dieser Maßnahme erfolgte zugleich eine Sicherung, Sanierung und Versiegelung der altindustriellen Belastungsstellen, die sich aus der einstigen Tätigkeit der Zinkhütte ergeben hatten.
Zum 28. Juli 2015 begann ein Förderprojekt des Europäischen Fonds für regionale Entwicklung (EFRE), welches dem Ankauf, der Sanierung und Anschlussverwendung als Lager- und Umschlagplatz von Teilen des Geländes der Zinkhütte Harlingerode dienen soll. Das Projekt ist anberaumt für förderfähige Gesamtausgaben in Höhe von ca. 2,7 Millionen Euro, die zu 50 % vom EFRE getragen werden. Das Ende des Förderzeitraums ist zum 30. Juni 2018 angesetzt.

### Betriebserweiterung 2019
2018 erwarb das Unternehmen ein rund 2,1 Hektar großes Grundstück der ehemaligen Zinkhütte Harlingerode nordwestlich der aktuellen Betriebsfläche. Auf der Erweiterungsfläche sollen in einer neu zu errichtenden Produktionshalle mehrere Sortierlinien (Kunststoffe, Sichter sowie sensorgestützt) errichtet werden, ferner sind Sozialräume für die Mitarbeiterversorgung eingeplant. Zusätzlich wird logistischen und verkehrlichen Anforderungen Rechnung getragen, indem ein Fahrzeugwaschplatz und eine Waage für LKW errichtet wird. Ebenfalls mit inbegriffen ist eine Flächen- und Altlastensanierung gemäß einem Sanierungsplan, der neben der Neuerwerbsfläche auch einen Teil des ehemaligen Zinkhüttenapparates aufweist und zusammen eine Fläche von drei Hektar umfasst. 
Die Standortwahl berücksichtigt bewusst die Interessen der Novellierung des Elektroaltgerätegesetzes im Oktober 2015 und dient auch als öffentliche Reaktion zum Projekt Immissionsbeschwerden Oker-Harlingerode, das 2017 aufgestellt wurde.

## Trivia
- Im Juni 2013, Juli 2017 und März 2024 kam es jeweils zu Großbränden im Anlagenbereich.[13][14] Bei letzteren beiden Bränden war der hohe Kunststoffanteil des Brandguts ursächlich für eine starke Rauchentwicklung, Schadstoffinhalte konnten nicht nachgewiesen werden.[15][16]